# Clerodendrum tomentosum
Clerodendrum tomentosum là một loài thực vật có hoa trong họ Hoa môi. Loài này được (Vent.) R.Br. mô tả khoa học đầu tiên năm 1810.

## Hình ảnh

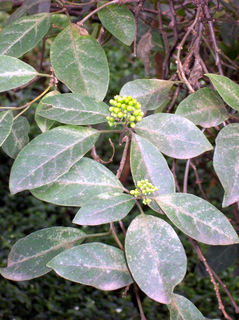
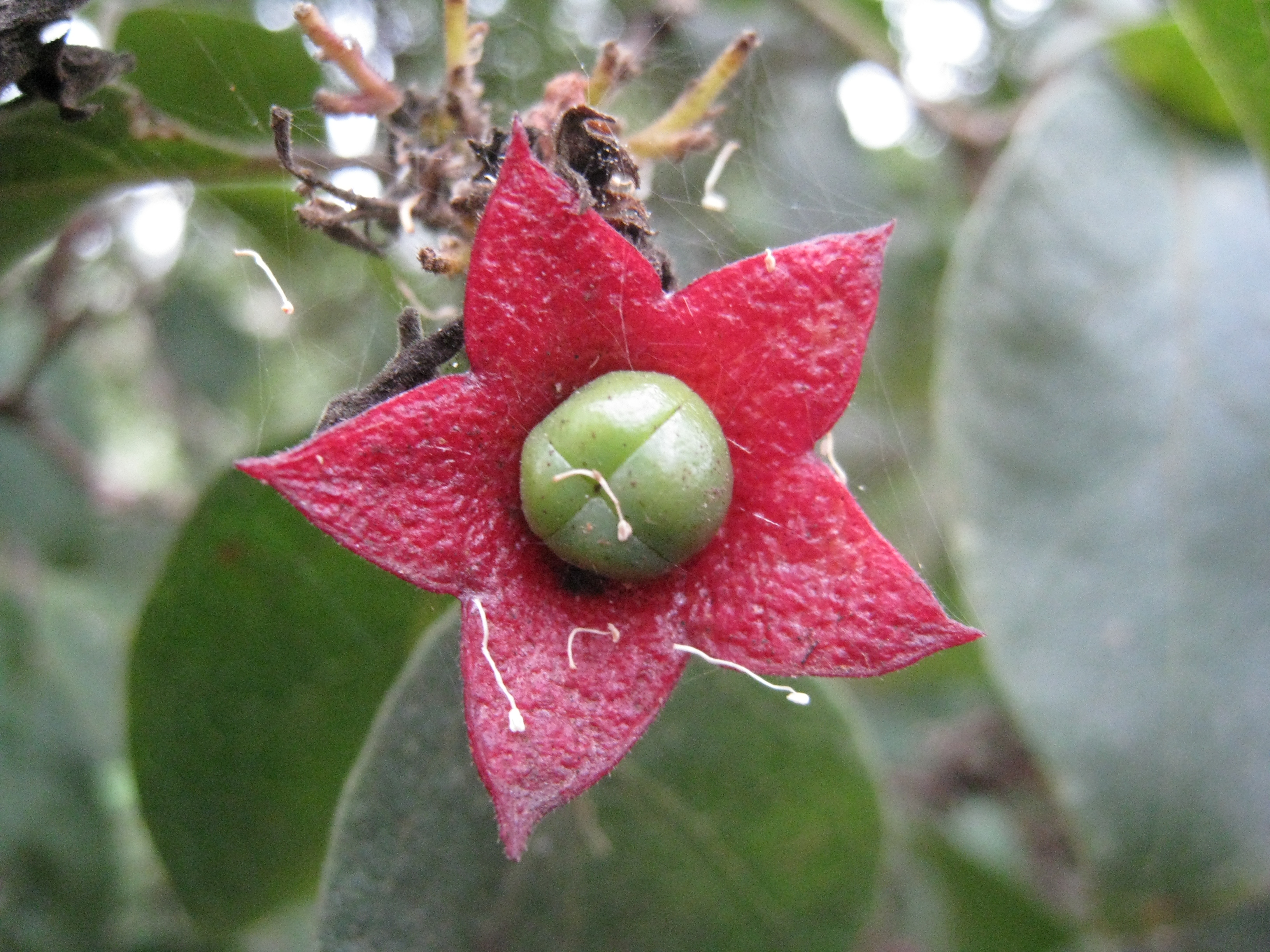